# Primera fila: OV7
Primera fila: OV7 es el segundo álbum en vivo y el decimosegundo álbum de la banda mexicana OV7. Este álbum marca su regreso a los escenarios después de 7 años de separarse en el año 2003. En este álbum se destacan sus más grandes éxitos desde su etapa en la Onda Vaselina (Tales como: Calendario de Amor, Un Pie Tras Otro Pie, etc.) hasta la etapa de OV7 (Tales como: Enloquéceme; Aum, Aum, etc.). De este álbum se desprenden las canciones inéditas: "Prohibido Quererme", "En algún lado" y "Confieso" (Escrita por el integrante de Sin Bandera Leonel García).
Durante una conferencia de prensa a principio de mayo de 2011, el disco recibió la certificación de platino en México, por la venta de 90 mil copias del álbum, convirtiéndose en uno de los discos en español más vendidos del 2010 junto con Dejarte de amar de Camila, Euphoria de Enrique Iglesias, entre otros.

## Lista de Canciones
| CD & DVD |                                                                                            |          |  |
| N.º      | Título                                                                                     | Duración |  |
| 1.       | «Tus Besos»                                                                                | 5:05     |  |
| 2.       | «Vuela más alto»                                                                           | 4:10     |  |
| 3.       | «Mírame A Los Ojos»                                                                        | 4:02     |  |
| 4.       | «Prohibido Quererme*»                                                                      | 3:56     |  |
| 5.       | «Un Pie Tras Otro Pie»                                                                     | 4:20     |  |
| 6.       | «En Algún lado*»                                                                           | 3:57     |  |
| 7.       | «Medley OV: (Susanita Tiene Un Ratón / Qué Triste Es El Primer Amor / Calendario De Amor)» | 4:46     |  |
| 9.       | «Aum, Aum»                                                                                 | 3:58     |  |
| 10.      | «Pónganse Botas Quítense Tenis»                                                            | 3:24     |  |
| 11.      | «Confieso*»                                                                                | 3:43     |  |
| 12.      | «Enloquéceme»                                                                              | 4:34     |  |
| 13.      | «Medley Baladas: (Volveré / Desbaratándome / No Me Voy)»                                   | 7:14     |  |
| 14.      | «No es Obsesión»                                                                           | 4:25     |  |
| 62:08    |                                                                                            |          |  |